# Franse lavendel
Franse lavendel (Lavandula stoechas), ook wel kuiflavendel of vlinderlavendel genoemd, is een plant uit de lipbloemenfamilie (Labiatae of Lamiaceae). Het is een sterk vertakte en opvallend geurende dwergstruik. De soort komt voor in het Middellandse Zeegebied op droge, steenachtige rotshellingen. Vaak zijn ze in gezelschap van kurkeiken.
De hoogte is tot circa 1 m. De bladeren zijn grijsachtig groen en fluweelzacht. Ze zijn lijnvormig en worden maximaal 4 cm lang.
Franse lavendel bloeit eerder dan spijklavendel (Lavandula latifolia): van april tot juli.
De bloemen lijken op die van de spijklavendel. Ze vormen langwerpige aren met aan de top enkele purperkleurige schutbladen. De vliezige schutbladen zitten onder de bloemen.
De bloemen worden soms verzameld voor de olie die erin zit.
| Franse lavendel |
| --------------- |
|                 |